# Автошлях E651
Європейський маршрут E651 — європейський автомобільний маршрут категорії Б в Австрії, з'єднує міста Альтенмаркт та Ліцен.

## Маршрут
Весь шлях проходить через такі міста:
- - Альтенмаркт
  - E57 Ліцен